# Tricholomella
Tricholomella of Pronkridder is een monotypisch geslacht van schimmels behorend tot de familie Lyophyllaceae. Het geslacht is monotypisch en bevat de enkele de soort Tricholomella constricta, beschreven als nieuw voor de wetenschap door de Oekraïense mycoloog Mariya Yakovlevna Zerova in 1979. De oorspronkelijke publicatie van Zerova was ongeldig en werd later geldig opnieuw gepubliceerd door Kuulo Kalamees in 1992. De schimmel komt voor in Azië en Europa.

## Soorten
Het geslacht telt slechts een soort:
- Tricholomella constricta (Blanke pronkridder)